# Lakeline

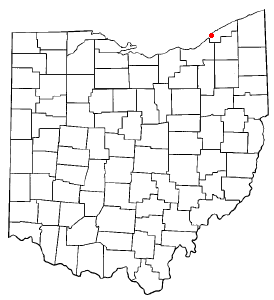
Wieś Lakeline w stanie Ohio

Lakeline – wieś w USA, w stanie Ohio, w hrabstwie Lake.
Według danych z 2000 roku wieś miała 165 mieszkańców.